# Campanula alpestris
Espèce
La Campanule des Alpes (Campanula alpestris) est une espèce de plantes à fleurs de la famille des Campanulacées. C'est une petite plante herbacée vivace de 3 à 10 cm (rarement plus) qui pousse dans les pelouses caillouteuses, les éboulis, entre les rochers, dans les Alpes occidentales (endémique du Dauphiné, de la Savoie et du Piémont).
Synonymes : Campanula allionii Vill., 1779 ; Campanula cenisia All., 1785.
Espèce proche : Campanula alpina All. (des Alpes centrales, orientales, des Carpates).

## Description
Les grandes fleurs sont bleues (longues de 3 à 4 cm), en forme de clochette (5 pétales soudés), le plus souvent solitaires et penchées. Le  calice est formé de 5 sépales larges séparés par des lobes rabattus. Les feuilles en rosette portent des poils rudes. Floraison en juillet-août.

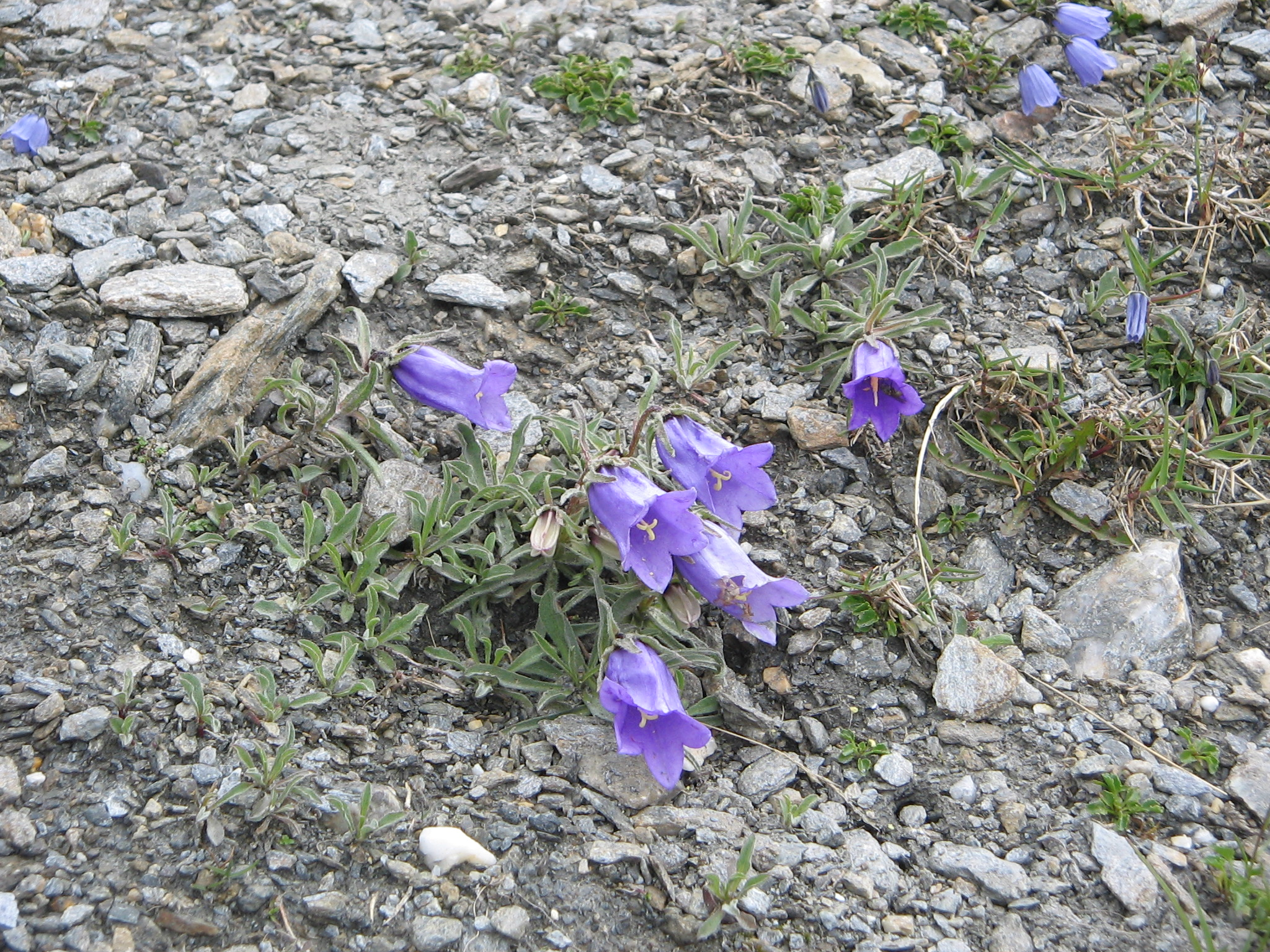
Spécimens dans le Massif du Vercors (France)
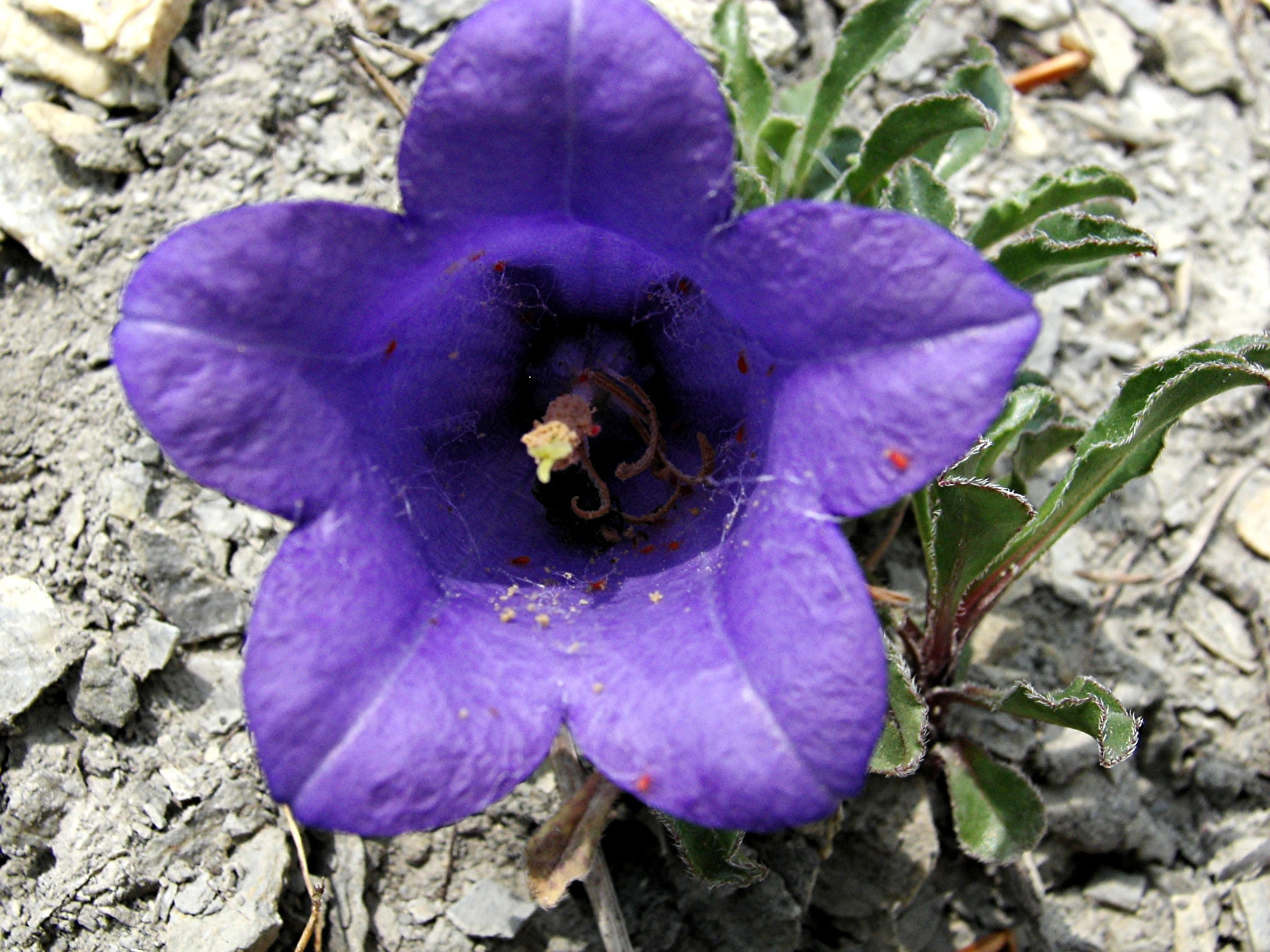
fleur en gros plan (avec des araignées rouges)